# Уилсон, Генри Мейтленд
Генри Мейтленд Уилсон (Вильсон) (англ. Henry Maitland Wilson, 1st Baron Wilson; 5 сентября 1881 — 31 декабря 1964) — британский военачальник, фельдмаршал (1944).

## Молодые годы
Старший сын среднего землевладельца, капитана Британской армии в отставке. Получил образование в Итонском колледже и в Королевской военной академии в Сандхёрсте. Зачислен в Британскую армию в марте 1900 года в чине второго лейтенанта и в составе стрелковой бригады отправлен на англо-бурскую войну. С 1908 года служил в Ирландии в чине капитана. С 1911 года — адъютант командира части в Оксфорде.

## Первая мировая война
Всю Первую мировую войну провёл на Западном фронте в составе Британских Экспедиционных Сил. Воевал с 1914 года в чине майора в 16-й Ирландской пехотной дивизии. С 1915 года — 2-й офицер штаба 41-й пехотной дивизии, затем в штабе 19 корпуса. Принимал участие в битве на Сомме и в битве при Пашендейле.
С октября 1917 года — первый офицер штаба в Новозеландской пехотной дивизии.

## Между мировыми войнами
После войны служил в штабе дивизии. Окончил Штабной колледж в Кемберли и в Сандхёрсте. С 1927 года командовал батальоном на границе Британской Индии и Афганистана. С 1930 года — преподавал в штабном колледже в Кэмберли. Тогда же занимался исследовательской работой, сторонник развития бронетанковых сил. С 1934 года командовал 6-й пехотной бригадой. С 1935 года — генерал-майор, назначен командиром 1-й механизированной бригады. С 1937 года — командир 2-й пехотной дивизии. В июне 1939 года в звании генерал-лейтенанта направлен в Египет на должность командующего Британскими войсками в Египте (Нильская армия).

## Вторая мировая война
Подчинённые Вильсону войска начали боевые действия на границе с Ливией в июне 1940 года, после вступления Италии в войну. Воспользовавшись нерешительными действиями итальянского командования, остановил итальянское наступление в Египетской операции в сентябре 1940 года. Затем сыграл большую роль в разгроме итальянских войск в Северной Африке в ходе Ливийской операции, в том числе в декабре 1940 года одержал победу у Сиди-Баррани. В феврале 1941 года назначен военным губернатором провинции Киренаика в Ливии в звании полного генерала.
Однако в том же месяце назначен командующим Британским экспедиционным корпусом, направленным в Грецию. Основную массу войск корпуса составили австралийские и новозеландские войска. Главной задачей корпуса было содействие греческим войскам в разгроме итальянцев. которые к тому времени были уже вытеснены греками в Албанию в ходе итало-греческой войны. Однако отчасти из-за несогласованных действий правительств Великобритании и Греции, отчасти из-за того, что командованию союзных армий не удалось согласовать свои действия, ощутимых результатов добиться не удалось. Более того, встревоженный появлением английских войск в Греции Гитлер приказал разработать германское вторжение в Грецию. В апреле 1941 года немцы в ходе Греческой операции оккупировали страну и заставили капитулировать греческую армию 26 апреля. Вильсон руководил эвакуацией своих войск на Крит, а затем в Египет. Его корпус потерпел поражение, потеряв из 62,6 тысяч человек свыше 2 тысяч убитыми и ранеными, а также 14 тысяч пленными.
С 7 мая 1941 года — командующий британскими войсками в Палестине и Трансиордании. В ходе Сирийско-Ливанской операции британцы нанесли поражение французским войскам правительства «Виши» и добились их капитуляции. С октября 1941 года — командующий 9-й армией в Сирии и генерал-адъютант Его Величества. С 1942 года — командующий британскими войсками в Иране.
В феврале 1943 года назначен главнокомандующим на Среднем Востоке. На этой должности осенью 1943 года провел десантные операции по захвату греческих островов Кос, Лерос и Самос, попытавшись воспользоваться благоприятной ситуацией после капитуляции Италии. Однако немецкое командование направило на острова свои силы и отбило их, захватив в плен британские и итальянские гарнизоны. С декабря 1943 года — Верховный Главнокомандующий союзными войсками на Средиземном море, но фактически влияние Вильсона на ход боевых действий было ограниченным, так как руководство боевыми операциями в Италии было в руках фельдмаршала Харольда Александера                (который в декабре 1944 года официально сменил Вильсона на посту  Верховного Главнокомандующего союзными войсками) . В 1944 году получил чин фельдмаршала.
Вильсон планировал подготовку и возглавил проведение Южно-Французской десантной операции в августе 1944 года. В ноябре-декабре 1944 года руководил боевыми действиями по разгрому народно-освободительного движения в Греции. В декабре того же года назначен главой британской военной миссии в Объединенном совете начальников штабов в Вашингтоне вместо умершего фельдмаршала Дилла, оставался им до 1947 года. Участвовал в Ялтинской и Потсдамской конференциях 1945 года.
В январе 1946 года получил титул виконта Ливийского и Стоунленгтофт.

## Отставка
В 1947 году уволен в отставку. В 1955—1960 годах занимал почётный пост констебля Лондонского Тауэра. Автор мемуаров.

## Награды

### Британские награды
- Рыцарь Большого креста ордена Бани (GCB, 8 июня 1944)
- Рыцарь Большого Креста ордена Британской империи (GBE, 4 марта 1941)
- Рыцарь — командор ордена Бани (КСВ, 11 июля 1941)
- Компаньон ордена Бани (CB, 1 февраля 1937)
- Орден «За выдающиеся заслуги» (DSO, 1 января 1917)
- Королевская Южноафриканская медаль (1901)

### Иностранные награды
- Орден «Легион Почёта» степени Командующего (США, ноябрь 1945)
- Военный Крест I класса (Греция, 1942)
- Орден «За воинскую доблесть» (Польша, 1944)